# Schilling Schleswig-Holsteinisch Courant

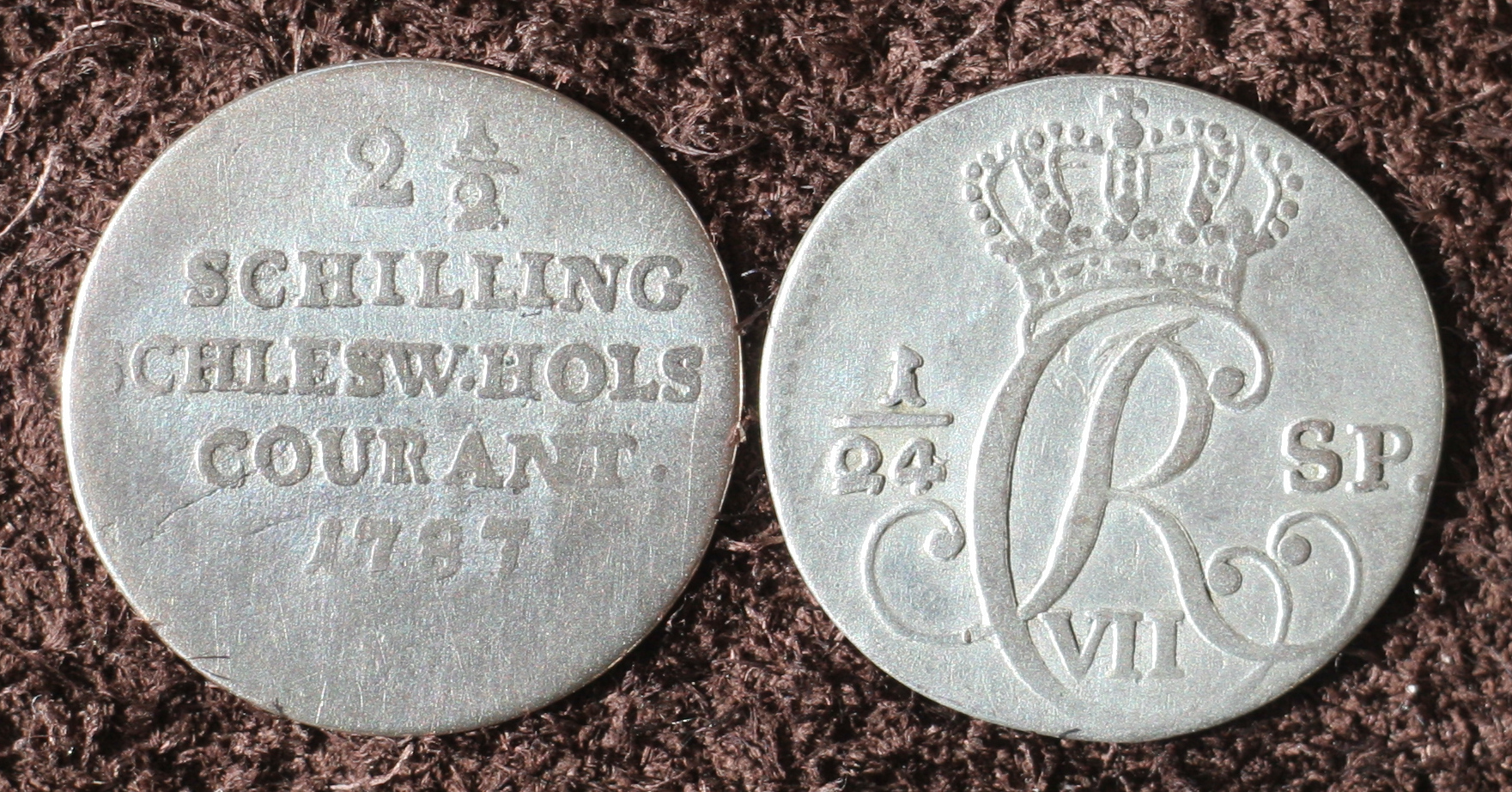
2 ½-Schillinge Schleswig-Holsteinisch Courant (1787)

Auf 2 Reichstaler und 24 Schillinge lautender Kassenschein der königlich dänischen Hauptkasse in Rendsburg (1808)

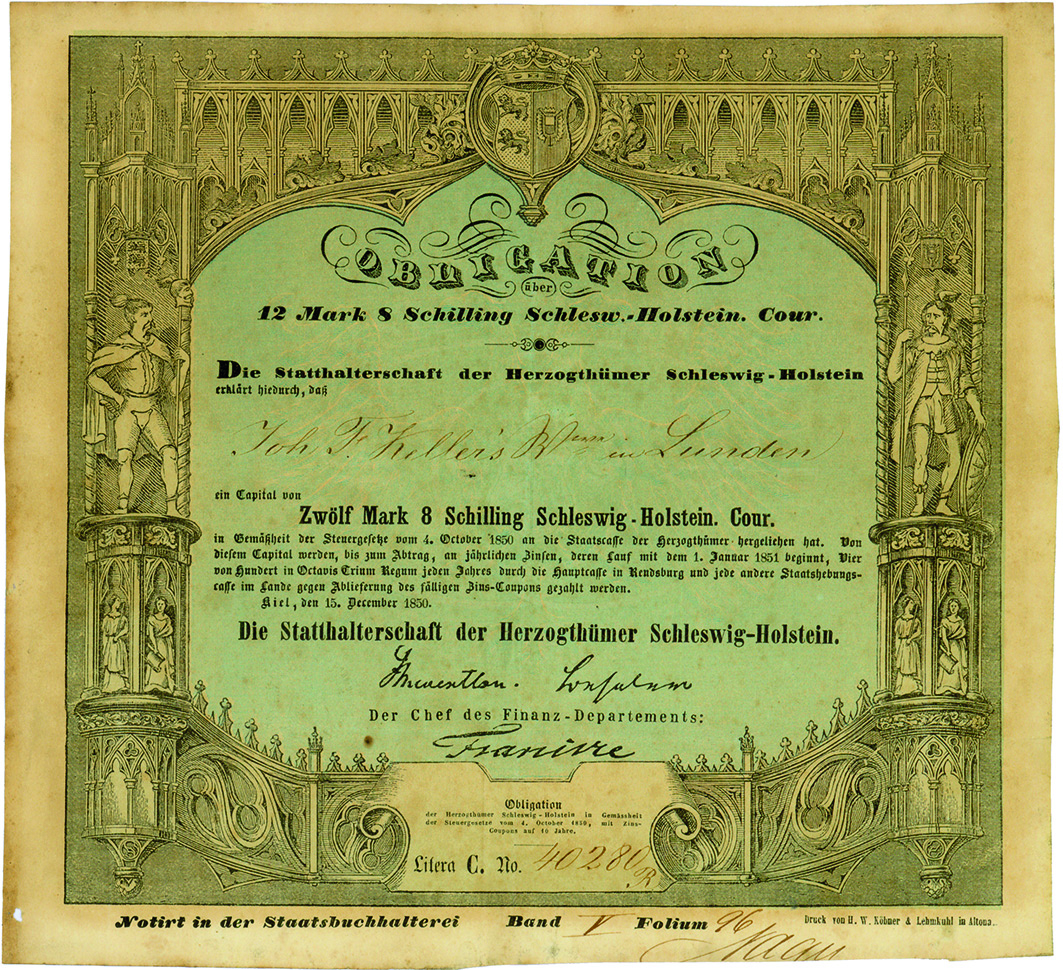
Obligation über 12 Mark 8 Schilling Schleswig-Holstein. Courant der Statthalterschaft der Herzogthümer Schleswig-Holstein vom 15. Dezember 1850

Schilling Schleswig-Holsteinisch Courant war die Bezeichnung der Schilling-Münzen, die ab dem 29. Februar 1788 in den Herzogtümern Schleswig und Holstein seitens des Dänischen Gesamtstaats eingeführt wurden.

## Wert
60 Schillinge Schleswig-Holsteinisch Courant ergaben einen Speciestaler im 9¼-Taler-Münzfuß, der ähnlich seit längerem auch in Hamburg (siehe Schilling Hamburger Current) und in Lübeck galt. Bezugseinheit war dort jedoch die Mark zu 16 Schillingen; entsprechend wichen die Stückelungen der verschiedenen Währungen voneinander ab.
Der Schilling Schleswig-Holsteinisch Courant war offiziell in 12 Pfennige eingeteilt. Geprägt wurden jedoch nur Dreilinge (3 Pfennig) und Sechslinge (6 Pfennige). Kurioserweise – und abweichend von Hamburg und Lübeck – gab es keine 1-Schilling-Münze, sondern eine 2-Sechsling-Münze. Diese drei Kleinmünzen wurden als Scheidemünzen ausgebracht.
Dagegen waren die Münzen zu
- 2½ Schilling
- 5 Schilling
- 10 Schilling
- 20 Schilling (⅓ Species)
- 40 Schilling (⅔ Species)
- 60 Schilling (1 Species)

vollwertige, aus verschiedenen Silberlegierungen geprägte Kurantmünzen.
Alle Nominale wurden ab 1787 geprägt. Als erstes wurde 1796 die Prägung der 10-Schilling-Münze eingestellt; die verbreite 2½-Schilling-Münze wurde bis 1812 geprägt.
Im Zuge des dänischen Staatsbankrotts 1813 wurde die Währung der Herzogtümer – sowie des dänischen Kernstaats – auf Reichsbanktaler (Rigsbankdaler) und Reichsbankschillinge (Rigsbankskilling) umgestellt. Da viele laufende Zahlungsverpflichtungen auf Schilling Schleswig-Holsteinsch Courant lauteten und zudem in Hamburg und Lübeck weiter nach Courant-Schillingen gerechnet wurde, hielt die Bevölkerung der Herzogtümer jedoch weitgehend an der alten Währungsrechnung fest. Es wurde daher am 18. Dezember 1841 verfügt, dass auf einigen der Rigsbank-Münzen zusätzlich eine Wertangabe in Schilling Schleswig-Holsteinisch Courant erfolgen sollte.

## Quelle
- Kurt Jaeger, Jens-Uwe Rixen: Nordwestdeutschland – Ostfriesland, Oldenburg, Jever, Kniphausen, Bremen, Hamburg, Lübeck, Schleswig-Holstein, Lauenburg. Band 6 der Reihe Die Münzprägungen der deutschen Staaten vor Einführung der Reichswährung. Münzen- und Medaillen A. G., Basel 1971, S. 170ff.